# Kathrin Freitag
Pour les articles homonymes, voir Freitag.
Kathrin Freitag, née le 16 avril 1974 à Röbel/Müritz, est une coureuse cycliste professionnelle allemande.

## Palmarès sur piste

### Jeux olympiques
- Sydney 2000
  - 7e du 500 mètres
  - 10e de la vitesse

### Coupe du monde
- 1996
  - 3e de la vitesse individuelle à Cottbus
  - 3e du 500 mètres à Cottbus
- 1997
  - 2e de la vitesse individuelle à Quartu Sant'Elena
- 1998
  - 2e du 500 mètres à Berlin
- 1999
  - 2e du 500 mètres à Cali
- 2002
  - 2e de la vitesse individuelle à Kunming
  - 2e du 500 mètres à Kunming
- 2003
  - 1re de la vitesse par équipes au Cap (avec Katrin Meinke, Susan Panzer)
- 2004
  - 1re de la vitesse par équipes à Sydney (avec Katrin Meinke)

### Championnats d'Allemagne
- 1997
  -  Championne d'Allemagne du 500 mètres
- 1999
  - 2e de la vitesse individuelle
- 2000
  -  Championne d'Allemagne du 500 mètres
- 2002
  - 2e du 500 mètres
  - 3e de la vitesse individuelle
- 2003
  - 2e du 500 mètres
  - 3e du keirin
  - 3e de la vitesse individuelle